# 36 (ما وراء الطبيعة)
36 هو العدد الخاص الثاني من سلسلة الأعداد الخاصة التي تتبع سلسلة ما وراء الطبيعة التي تصدرها المؤسسة العربية الحديثة ضمن روايات مصرية للجيب للكاتب أحمد خالد توفيق حيث تعد السلسلة أول سلسلة روايات عربية في أدب الرعب.

## نمط الرواية
مثل العدد الخاص الأول في كهوف دراجوستان، القارئ هو المتحكم في هذه القصة حيث يمكنه ان يختار الرفيق المناسب لرفعت إسماعيل كما يمكنه أن يختار نوع الخطر الذي يريد أن يمر به بالأضافة لاختياره للنهاية التي يفضلها : (نهاية مملة وأخرى سخيفة حسب وصف المؤلف، وقد صدق، فهو كتاب ممل سخيف لا يصلح للقراءة، وإنما لتضييع الوقت). حيث يصف المؤلف هذا العدد بأنه قصة مطاطة جدا، وأنها هي البساطة بعينها.

## أبطال الرواية
- رفعت إسماعيل : طبيب أمراض الدم والأستاذ الجامعي الكهل المقيم بالقاهرة، نحيل، أصلع، ذو عوينات، يعاني من كتيبة من الأمراض منها على سبيل المثال لا الحصر : القرحة المعدية، ضيق الشرايين، الربو الشعبي، التهاب الرئة، آلام المفاصل، قلق، متشائم، نحس يقع في المصائب.

كما يمكن للقارئ اختيار رفيق مناسب لرفعت إسماعيل في المغامرة من الشخصيات التالية :
- ماجي ماكيلوب : حبيبته المخلصة التي عرفها منذ كان يدرس في اسكتلندا، والتي ارتبطت معه بحب دائم حتي تحترق النجوم.
- عزت شريف : المهندس السابق جار رفعت، والشاب النحيل المصاب بمرض عضال، وهو مخلص لرفعت لكنه يقع في مشاكل دائمة.
- هن-تشو-كان : آخر كهنة النافاراي الناجي من المذبحة التي تعرض لها كهنة النافاراي، والمرتحل إلى القرن العشرين. وهو شديد النبل والشجاعة بالإضافة لقدراته الشبه خارقة.

## أحداث الرواية
يمكن للقارئ اختيار الخطر الذي سيواجه رفعت إسماعيل ورفيقه من الخيارات التالية :
- مصاصو دماء.
- تعويذة قديمة منسية كالعادة.
- الموتي الذين ليسوا كذلك.
- عراف شرير.

## اسم الرواية
بعد اختيار القارئ للرفيق الذي سوف يرافق رفعت إسماعيل ونوع المغامرة يتوفر لنا 12 قصة مختلفة، لكل قصة منها نهايتان مختلفتان (واحدة مملة وأخرى سخيفة حسب وصف المؤلف) ليصبح لدينا 36 فصلا في هذا العدد ومن هنا جاء اسم الرواية.